# So cosa hai fatto (film 2025)
So cosa hai fatto (I Know What You Did Last Summer) è un film del 2025 diretto da Jennifer Kaytin Robinson, che ha co-scritto la sceneggiatura con Sam Lansky. 
È il sequel di So cosa hai fatto (1997) e Incubo finale (1998), ignorando gli eventi del terzo capitolo stand alone Leggenda mortale (2006), ed è in generale il quarto capitolo della saga tratta dal romanzo So cosa hai fatto di Lois Duncan.

## Trama
Il 4 luglio 2024, Ava Brucks torna nella sua città natale di Southport, nella Carolina del Nord, per partecipare alla festa di fidanzamento della sua amica Danica Richards. Dopo la festa, Ava, Danica, l’ex ragazzo di Ava, Milo Griffin, e il fidanzato di Danica, Teddy Spencer, decidono di fare un giro in macchina per vedere i fuochi d’artificio della città. Il gruppo si imbatte nella loro ex amica Stevie Ward, appena uscita da un centro di riabilitazione, e la invitano a unirsi a loro. Fermi su una strada tortuosa in cima a una scogliera, Teddy gioca in mezzo alla carreggiata e provoca lo sbandamento di un’auto guidata da un uomo di nome Sam Cooper, che finisce fuori strada e precipita giù dalla scogliera. Nonostante Ava insista per chiamare la polizia, un Teddy in preda al panico li convince a mantenere il segreto e fa coprire l’incidente dal padre, Grant, un influente politico.
Un anno dopo, Ava torna a Southport per l’addio al nubilato di Danica, ora fidanzata con un altro uomo, Wyatt. Ava si riunisce con Milo e Stevie e ha un incontro con Tyler Trevino, una podcaster di cronaca nera arrivata in città per indagare sul famigerato massacro di Southport del 1997. Durante la festa, Danica riceve un biglietto scritto a mano con il messaggio “So cosa hai fatto l’estate scorsa”, che la spaventa.
Il gruppo sospetta che Teddy sia il responsabile e lo affronta sul suo yacht, ma lui nega ogni coinvolgimento. Quella notte, Wyatt viene ucciso a colpi di uncino da un pescatore mascherato, mentre Danica è nella vasca da bagno. La ragazza trova il cadavere e un altro messaggio minaccioso. Convinti che qualcuno conosca la verità sull’incidente e li stia prendendo di mira, il gruppo decide di indagare sul massacro del 1997.
Ava si reca da Tyler, che la porta in visita al “Shivers”, il grande magazzino ormai chiuso dove nel 1997 furono uccise le sorelle Helen ed Elsa Shivers. Il Pescatore le attacca, uccide Tyler e ferisce Ava, che riesce a fuggire accoltellando l’assalitore. Sapendo che la polizia non crederà loro e che Grant è troppo preoccupato di spaventare i turisti, il gruppo decide di agire da solo. Ava va all’università dove lavora Julie James, sopravvissuta al massacro, per chiederle aiuto. Julie è riluttante a farsi coinvolgere, ma consiglia ad Ava di scoprire quale connessione personale abbia il killer con Sam.
Durante un’assemblea cittadina sugli attacchi recenti, Ray Bronson – altro sopravvissuto al massacro e capo di Stevie – accusa Grant di aver insabbiato tutto per rendere la città più appetibile. Dopo aver parlato con Ava e gli altri, Ray va a trovare l’ex moglie Julie per sincerarsi che stia bene. Nel frattempo, Ava, Milo e Stevie scoprono che l’auto guidata da Sam apparteneva a un pastore, Judah. Danica e Teddy visitano la tomba di Sam e si rendono conto che qualcuno ha lasciato fiori di recente. Il Pescatore attacca Danica e la ferisce, ma Teddy la salva. Danica insiste affinché tutti si trasferiscano nella sua villa per stare più al sicuro. Milo e Ava iniziano ad avere un rapporto intimo, ma lui si tira indietro all’ultimo momento. Poco dopo, Milo viene strangolato dal Pescatore, che fugge con il suo corpo. Il giorno seguente, Ava e Danica visitano Judah e scoprono che lui e Sam si conoscevano. Vanno dalla polizia, ma Grant le fa arrestare per molestie e, nel mentre, il Pescatore uccide sia Teddy che lo stesso Grant nel tentativo di soccorrere il figlio. Il giorno dopo, i loro corpi mutilati vengono trovati appesi davanti al porto.
Danica ha un incubo su Helen Shivers e Wyatt, prima che lei e Ava vengano rilasciate. Su consiglio di Ray, le due fuggono da Southport a bordo dello yacht di Teddy. La polizia arriva alla chiesa di Judah e lo trova morto, insieme a una foto di Sam e Stevie. Sullo yacht, Stevie rivela di essere il Pescatore. Spiega che Sam era suo amico durante la riabilitazione e che quella notte cercava di aiutarla quando Teddy lo ha ucciso. Ne segue una lotta, durante la quale Ray arriva sulla barca. Stevie accoltella Danica e la getta in mare, ma viene colpita da Ray e cade in acqua.
Al bar di Ray, lui si prende cura di una Ava traumatizzata. Lei nota che ha una ferita nello stesso punto in cui aveva colpito il Pescatore e capisce che è il complice di Stevie. Anche Julie fa la stessa scoperta e corre al bar. Ray le attacca, confessando di aver riportato in vita la leggenda del Pescatore per vendicarsi della città, che ritiene responsabile della sua rabbia e depressione dopo il massacro e che voleva rimuovere ogni traccia degli eventi del 1997 per rendere la città appetibile ai turisti. Prima che possa uccidere Julie, Ava lo trafigge a morte con una fiocina.
Più tardi, Danica, ancora viva, viene trovata sulla spiaggia e portata in ospedale, dove si ricongiunge con Ava. Ava le dice che Stevie è ancora viva, e le due scherzano sul fatto che dovrebbero ucciderla. 
In una scena post crediti, Julie fa visita a Karla Wilson, sua compagna di disavventure in Incubo finale, mostrandole un biglietto con scritto “Non è finita”, insieme a una foto delle due cerchiata e sbarrata con l’inchiostro rosso. Karla accetta subito di aiutarla a rintracciare il colpevole.

## Distribuzione
Il film è stato distribuito in Italia dal 16 luglio 2025 e in Nord America dal 18 luglio seguente.

## Accoglienza

### Incassi
Il film ha incassato 31937000 $ in Nord America e 31102085 $ nel resto del mondo, per un totale di 63039085 $. In Italia ha incassato 665527 €.

### Critica
Il film è stato accolto tiepidamente dalla critica: su Rotten Tomatoes il 37% delle recensioni è positivo, su Metacritic il voto medio è di 42/100.